# Reamde
Reamde es un techno-thriller escrito por Neal Stephenson y publicado en 2011.  La historia, ambientada en el presente, se centra en la difícil situación de una rehén y los consiguientes esfuerzos de su familia y de nuevos amigos (la mayoría de ellos relacionados con un MMORPG ficticio) por rescatarla mientras sus captores la arrastran por todo el mundo. Los temas tratados cubren un amplio rango, desde actividades en línea como los   granjeros de oro o las redes sociales, hasta los métodos criminales de la mafia rusa y el terrorismo islámico.

## Argumento
Reamde comienza presentando a dos miembros de la familia Forthrast que se reencuentran durante una reunión anual familiar:  Richard "Dodge" Forthrast, un hombre de mediana edad que es el segundo de los tres hijos Forthrast (John, Richard y Jake), y su sobrina Zula Forthrast, la hija adoptiva eritrea de John.
Richard es descrito como "suficientemente notable como para haber merecido una controvertida página en la Wikipedia"  [cita requerida], habiendo obtenido fama y unas ganancias cercanas a los mil millones de dólares tras fundar una compañía que diseña y controla un MMORPG llamado "T'Rain". T'rain es un mundo virtual de fantasía con una extensas mitología, incorporando además un sistema económico intencionadamente orientado a satisfacer las necesidades de los jugadores normales y a la de los  granjeros de oro, especializados en convertir las divisas obtenidas en el juego en dinero real.
Richard posee además una estación de esquí alpino en la Columbia Británica, y su accidentado pasado incluye haber sido traficante de marihuana a través de la Frontera entre Canadá y Estados Unidos. Richard decide ofrecer a Zula un trabajo en su compañía de videojuegos.
Zula y su novio, Peter, tras la reunión familiar, visitan el hotel de Richard, situado cerca de la Frontera entre Canadá y Estados Unidos, a donde Richard solía hacer llegar la droga. En su desesperación por obtener dinero, Peter vende una base de datos de números de tarjetas de crédito robadas a un personaje misterioso. La transacción termina cuando un  virus infecta el portátil del intermediario, el cual contenía la única copia de la base de datos.
El virus, llamado "Reamde", afecta a los jugadores de T'Rain encriptando cualquier archivo aparentemente valioso, y exigiendo un rescate en forma de dinero virtual para obtener la clave que permita desencriptar dichos archivos. Como consecuencia de este método de pago en el propio juego, el caos se ha apoderado de la región del mundo virtual en la que se llevan a cabo las entregas del rescate de los jugadores afectados.
Peter, Zula, y el intermediario intentan solucionar el problema pero les lleva demasiado tiempo, y el cliente final (un  mafioso ruso), con la asistencia de sus propios informáticos, acuerda encontrarse con ellos en  Seattle. Después de explicarle la situación, Ivanov (el mafioso), decide que el intermediario ha comprometido demasiado las actividades de su organización, asesinándolo (o fingiéndolo) en el piso de Peter, y se lleva como rehenes a Peter y Zula. Ivanov había estado desviando fondos comunes de su organización para obtener beneficios en operaciones arriesgadas, e intenta salvar las apariencias antes de que sus socios le castiguen por sus pérdidas. Con información obtenida de Zula a través de su empleador, viajan a Xiamen,  China, para localizar y matar a las personas que están detrás de Reamde.
Tras llegar a China, Peter, Zula, Csongor (un hacker húngaro al servicio de la mafia) y Sokolov (un antiguo spetsnaz contratado como consultor de seguridad por Ivanov), recorren la ciudad en busca de los creadores de Reamde, localizando finalmente su apartamento. El equipo de seguridad ruso prepara una redada contra la banda de jóvenes granjeros de oro chinos, pero son mal dirigidos a propósito por Zula hacia otro apartamento. Este apartamento resulta ser el refugio de unos terroristas islámicos que se preparan para atacar una conferencia internacional que va a tener lugar próximamente en la ciudad.
Ivanov asesina a Peter, y Abdallah Jones (un galés de raza negra que es el líder de la célula terrorista y uno de los hombres más buscados por el MI6 británico) asesina a Ivanov tras una batalla muy destructiva en el edificio. Los granjeros de oro huyen del edificio al declararse un fuego junto a los explosivos almacenados, haciéndolos explotar. Jones huye, secuestrando a Zula.
En este punto de la trama se introduce a Olivia, una agente del MI6 que está recopilando información sobre el esquivo Jones como anticipo a su asesinato. La historia se separa en cuatro tramas principales a partir de este momento: Zula y Jones en su huida; Olivia y Sokolov en el intento de ambos para huir de su presencia ilegal en China; Csongor, Marlon (autor principal del fraude del virus Reamde) y Yuxia (una mujer hakka reclutada por casualidad como guía y taxista de los rusos) en su intento de rescatar a Zula; y Richard haciendo frente a las consecuencias de Reamde.
Jones secuestra un taxi que le lleva a él y a Zula a un embarcadero, donde alguno de los miembros de su red los llevan a bordo de una embarcación. Csongor casi llega a matar a Jones pero falla, mientras que Yuxia es capturada en el intento. Los hombres de Jones navegan hasta un puerto donde él fuerza a Zula a ayudarle a secuestrar el jet privado que la trajo junto a los rusos a China. Los pilotos del avión privado son utilizados para llevarlos, fuera del alcance de los radares, hasta un desierto nevado en Canadá, donde son ejecutados. Zula revela su relación con Richard para que la mantengan con vida, y Jones continua arrastrándola con él mientras algunas células terroristas canadienses son invitadas a unirse a ellos. Varios ciudadanos civiles son asesinados para obtener sus vehículos, a la vez que otros miembros de la célula (con aspectos más occidentales), son reclutados para lo que planean como un gran ataque en Las Vegas, una vez consigan pasar la frontera de los Estados Unidos. Ellos aspiran a llegar a la estación de esquí de Richard, y usan a Zula como chantaje para ganar su ayuda para cruzar hasta Idaho.
Csongor y Marlon compran una embarcación e intentan perseguir a Jones y rescatar a Yuxia. Consiguen llegar al barco de los terroristas después de que Jones y Zula se hayan ido, pero consiguen salvar a Yuxia y matar a todos los terroristas que quedaban a bordo. Ellos intentan aprender a navegar, quedándose sin gasolina, hasta que llegan a Filipinas. Consiguen abrirse camino hasta una ciudad en la que Marlon puede comenzar a reunir de nuevo a su pandilla de T'rain para recolectar todo el dinero resultante de las extorsiones de Reamde, y usarlo para sobrevivir los tres hasta que decidan donde ir posteriormente.
Sokolov, esperando matar a Jones y salvar a Zula, sigue a Olivia tras su breve encuentro en los momentos posteriores a la batalla del edificio de apartamentos, y le ofrece ayuda para salir de China. A través de Zula, Jones sabe dónde encontrar a Sokolov, pero Sokolov consigue matar a los hombres enviados para asesinarle y (dado que estos consiguen averiguar la dirección de Olivia) mata a estos también. Sokolov hace saber a Jones que todavía sigue con vida, y le advierte que no haga daño a Zula. Sokolov y Olivia nadan hasta territorio taiwanés, donde ella localiza un contacto cercano. El contacto les promete sacarlos a ambos del país a cambio de información sobre Jones, pero Sokolov es emboscado por un comando que intenta asesinarlo a su partida. Él consigue escapar, aunque Olivia cree que ha sido asesinado. Olivia recibe el encargo de seguir trabajando en asuntos relacionados con Jones, dirigiéndose primero a Filipinas para encontrarse con el último personaje: Seamus Costello. Seamus es un agente de la CIA  responsable de los asuntos relacionados con Jones únicamente en Filipinas. Ellos creen que es improbable que él se encuentre allí, y Olivia sugiere Estados Unidos como una segunda hipótesis de dónde puede haber ido Jones. Olivia se encuentra con Richard para convencerle de que no debe ir a China a buscar a su sobrina, puesto que se sabe que hace tiempo que ya no se encuentra allí. 
Seamus permanece en Filipinas, así que cuando los administradores de T'Rain captan un inicio de sesión de Marlon en el juego, él consigue encontrar al trío, ricos pero sin hogar, en un cibercafé y les ayuda a llegar a Estados Unidos para obtener nuevas identidades.
Richard también está tratando de controlar el virus, e intentando integrar una escisión creada espontáneamente por los jugadores: de la inicial división del juego entre personajes "buenos" y "malos" se ha pasado a alineaciones basadas en el color. Es decir: personajes con gráficos de colores brillantes contra otros basados en colores mucho más terrosos y neutros. Una causa del realineamento se origina en la escritura de los dos principales autores de la narrativa de T'Rain: uno es un prestigioso escritor de fantasía, catedrático de la Universidad de Cambridge, y el otro es un escritor de poca monta que produce grandes cantidades de fantasía poco valorada. Para dar más equilibrio a la llamada "Guerra de la Relineación", una nueva narrativa está siendo derivada para incorporar Reamde y asegurar que algo del dinero extorsionado termina en las manos del bando terroso, numéricamente más débil.
Por razones variopintas, todos los personajes comienzan a coincidir en el resort de Richard y en su homólogo del lado estadounidense: la comunidad de ultraderecha cristiana y fanáticos de la  Segunda Enmienda en la que vive Jake (el hermano menor de Richard). Los terroristas encuentran un lugar cercano al resort donde acampar e informan a Richard (que se encuentra dirigiendo el asunto de Reamde en solitario desde el resort) de su rehén, forzándolo a guiarlos a los Estados Unidos mientras un pequeño equipo detona una pequeña bomba cerca de la frontera como distracción. Seamus conduce a los tres nuevos norteamericanos (Csongor, Marlon y Yuxia) a Idaho en una corazonada compartida con Olivia, que se ha topado con Sokolov en los Estados Unidos y también lo lleva a Idaho.
Tras ser utilizada como cebo, Zula consigue escaparse de un pequeño equipo que se estaba preparando para matarla, recogiendo suministros del resort antes de dirigirse a rescatar a su tío. Más células terroristas convergen en la finca de Idaho, y los protagonistas y los terroristas terminan luchando unos contra otros en un terrible enfrentamiento armado cerca de la casa de Jake, demoliéndola. Al final, Richard mata a Jones. 
El hermano mayoro de Richard, John, también muere durante el enfrentamiento, mientras que los otros reciben heridas de distinta consideración. La historia acaba en la siguiente reunión de la familia Forthrast, a la que acuden las parejas formadas por Zula y Csongor, Olivia y Sokolov, y Seamus y Yuxia.
- Datos: Q7301391